# Бирлик (Темирский район)
Бирлик (каз. Бірлік, до 2010 г. — Рождественское) — село в Темирском районе Актюбинской области Казахстана. Входит в состав Аксайского сельского округа. Код КАТО — 155635500.

## Население
В 1989 году население села составляло 477 человек. Национальный состав: казахи — 79 %. В 1999 году население села составляло 291 человек (147 мужчин и 144 женщины). По данным переписи 2009 года, в селе проживало 211 человек (106 мужчин и 105 женщин). По данным переписи 2021 года, в селе проживало 101 человек (50 мужчин и 51 женщин).
| Численность населения | Численность населения | Численность населения | Численность населения |
| 1989                  | 1999                  | 2009                  | 2021                  |
| --------------------- | --------------------- | --------------------- | --------------------- |
| 477                   | ↘291                  | ↘211                  | ↘101                  |